# 잭앤웨일
잭앤웨일은 대한민국의 래퍼다. 2019년 싱글 《S.N.D》로 정식 데뷔했다.

## 방송
- 쇼미더머니4 (2015) - Top52